# Caesar's Hour
Caesar's Hour was een live, Amerikaans sketch-comedy televisieprogramma van een uur dat van 1954 tot 1957 door NBC werd uitgezonden. In het programma speelden onder andere Sid Caesar, Nanette Fabray, Carl Reiner, Howard Morris, Janet Blair en Milt Kamen. Er waren ook een aantal cameo-rollen voor beroemde entertainers zoals Joan Crawford en Peggy Lee.
Caesar's Hour wordt algemeen beschouwd als een voortzetting van Caesars eerdere programma's, de Admiral Broadway Revue en Your Show of Shows en bevatte grotendeels dezelfde schrijvers en acteurs, met de opmerkelijke toevoeging van Larry Gelbart, die later samen met Gene Reynolds de tv-serie M*A*S*H creëerde. Nanette Fabray verving Imogene Coca, die ervoor koos om in 1954 in haar eigen tv-serie te spelen, The Imogene Coca Show.
Caesar's Hour borduurde voort op het format van Your Show of Shows met veel sketches van een half uur of langer, waaronder musicalparodieën zoals "There's No Business" en "Towers Trot" en genreparodieën zoals "Bullets over Broadway" (een gangsterfilm-variant) en "Aggravation Boulevard" (met Caesar als een personage van Rudolph Valentino/John Gilbert die de overgang van stomme naar geluidsfilm niet maakt). Veel sketches draaien om een dominante ster die uitdooft, wat een voorbode was van Caesars persoonlijke en carrièreproblemen na de serie.
Het programma won in totaal zeven Emmy Awards, waaronder die voor "Beste serie" in 1957.